# عبد الودود ولد الشيخ
عبد الودود ولد الشيخ (من مواليد 1948 قرب مدينة بوتلميت في الجنوب الغربي الموريتاني) هو عالم اجتماع موريتاني، يعمل أستاذا للانثروبوجيا وعلم الاجتماع في عدّة جامعات فرنسيّة كجامعة ستراسبورغ ولورين، ويعمل في مختبر الإنثروبولجيا الاجتماعيّة في المركز الوطني للبحث العلمي في العاصمة الفرنسية باريس، وهو عضو في مؤسسة كوليج دو فرانس التي تُعتبر واحدة من أهم المؤسسات الفرنسية المعنية بالبحث العلمي والتعليم العالي.